# Cologno Centro
Cologno Centro è una stazione della linea M2 della metropolitana di Milano. Serve il comune di Cologno Monzese, nell'immediato hinterland milanese.

## Storia
La stazione, che nelle prime fasi progettuali era denominata semplicemente Cologno, è stata costruita come parte del cosiddetto "ramo Cologno" della linea M2, attivato il 7 giugno 1981.
Si tratta di una stazione in viadotto, la cui struttura è pressoché identica alla vicina Cologno Sud.

## Servizi
La stazione dispone di:
- Emettitrice automatica biglietti
- WC Servizi igienici
- Edicola
- Parcheggio biciclette
- Telefono pubblico
- Corrispondenza con linea autobus 702 di ATM